# Dasyuris austrina
Dasyuris austrina är en fjärilsart som beskrevs av Alfred Philpott 1928. Dasyuris austrina ingår i släktet Dasyuris och familjen mätare. Inga underarter finns listade i Catalogue of Life.